# Петков, Стефан
Стефан Павликянов Петков (5 [17] июня 1866, Ловеч, Османская империя — 8 февраля 1951, София, Болгария) — болгарский ботаник, член-основатель Болгарской АН (1907-51), её вице-президент (1937-44).

## Биография
Родился Стефан Петков 7 июня 1866 года в Ловече. Учился в родном городе, а среднее образование получил в Габрово в Априловской гимназии. Учитывая успешную учёбу Стефана Петкова, Министерство народного просвещения Болгарии направляет его в Бельгию, где он становится студентом Гентского университета, который он успешно оканчивает в 1894 году и получает звание Доктор естественных наук. В том же году переезжает к себе на родину в Болгарию и с 1894-по 1895 год работает учителем в школе. В 1895 году связывает свою жизнь с Софийским университетом, которому посвятил 41 последующих лет научной деятельности — с 1895-по 1906 гг. в качестве научного сотрудника, с 1906-по 1911 гг. в качестве профессора, с 1911-по 1925 гг. в качестве заведующего кафедрой ботаники, с 1925-по 1926 гг. в качестве ректора и наконец с 1926-по 1936 гг. вновь в качестве научного сотрудника, одновременно с этим с 1901-по 1913 гг. занимал должность директора Ботанического сада Софийского университета. Стефан Петков в начале 1900-х годов основал Болгарскую академию наук и в 1907 году в торжественной обстановке научное общество было открыто, где вплоть до 1951 года он являлся бессменным членом. С 1944 года — официально на пенсии.
Скончался Стефан Петков 8 февраля 1951 года в Софии.

## Научные работы
Основные научные работы посвящены изучению водорослей, грибов, мхов и высших растений. Стефан Петков — автор свыше 170 научных работ и
- В Болгарии одним из первых приступил к изучению низших споровых растений.
- Его труды по альгологии охватывают всё многообразие и богатства флоры водорослей Болгарии.
- Инициатор охраны природы Болгарии.
- Популяризатор и пропагандист ботанических знаний.

## Научные труды и литература
- Стефан Петков. «Основы ботаники» (ч. 1—2, 1928—1929).

## Членство в обществах
- Основатель Болгарского ботанического общества.
- Основатель и председатель Болгарского союза защиты родной природы.
- Основатель общества «Пещерне дружеств».
- Основатель, член и вице-президент Болгарской АН.
- Член ботанических обществ многих зарубежных стран.

## Награды и премии
- 1908 — Орден «За независимость Болгарии».
- 1921 — Медаль «За науку и искусство».

## Список использованной литературы
- Биологи. Биографический справочник.— Киев: Наук. думка, 1984.— 816 с.: ил